# Orchi e Goblin
Gli Orchi e Goblin, chiamati anche i Pelleverde, sono uno degli eserciti della distruzione, in contrapposizione agli eserciti dell'ordine e agli eserciti neutrali, del wargame tridimensionale Warhammer Fantasy Battle e in seguito alla fine di quest'ultimo nel 2014 per via degli eventi di The End Times, del wargame tridimensionale Warhammer Age of Sigmar; gli Orki invece, sono la loro controparte nel wargame tridimensionale Warhammer 40.000. Con "Orchi e Goblin" non ci si riferisce solamente ad Orchi, Goblin e Caccole, ovvero ai Pelleverde veri e propri, così chiamati per il colore della propria pelle, bensì anche a numerose altre creature facenti parte della stessa fazione, come troll e giganti.

## Nel gioco
Gli Orchi e Goblin come gli altri eserciti del wargame tridimensionale della Games Workshop, hanno alcune regole speciali, caratteristiche della loro fazione.
Zpakka= Tutte le armi impugnate dagli orchi (solo dagli orchi) danno +1 in Forza durante il primo turno di combattimento oltre ai loro normali benefici.
Tipi Grozzi= Questa regola permette di potenziare un'unità soltanto per esercito al rango di Tipi Grozzi, potenziamento che comporta un aumento delle statistiche.
Animosità= La regola che forse più caratterizza l'armata, l'animosità prevede che all'inizio del turno si tiri 1D6 per ogni unità di Orchi o Goblin composta da più di 5 modelli che non sia in combattimento, in fuga o che si trovi all'interno di in un edificio. Se il risultato è di 1 si dovrà tirare un ulteriore D6 con risultati abbastanza fastidiosi, dal dover caricare forzatamente l'unità nemica più vicina, al vedere l'unità azzuffarsi e perdere quindi il turno o addirittura fino al infliggere colpi ad un'unità amica.
Le Dimenzioni Kontano= Tutti gli Orchi dell’armata ignorano il panico causato dai goblin.

## Caratteristiche
Orchi, Goblin e tutte le altre creature dell'esercito condividono un amore incondizionato per la guerra e, più in generale, per la violenza. Gli Orchi e Goblin sono nel loro insieme un esercito poco coeso e poco disciplinato, i cui punti di forza si basano sulla ferocia e sulle abilità di combattimento individuali piuttosto che sull'organizzazione o sulla tattica.

### Orchi
Sono grosse creature con braccia lunghe e gambe corte, sono molto muscolosi e hanno la pelle verde e spessa. Le loro mascelle sono adornate di feroci zanne che sporgono dal loro muso. Hanno occhi rossi perlati, un comportamento generalmente disgustoso, e sono sprovvisti di barba o capelli. L'altezza media è di un 1,80 metri nella loro posizione naturale ingobbita e di 2,10 se completamente eretti. Nutrono un grande rispetto per il potere e la forza e benché manchino di intelletto rispetto alle razze più avanzate, gli orchi sono molto astuti e imparano molto in fretta, sebbene raramente adottino tattiche, preferendo spesso la semplice brutalità. Amano la violenza fine a se stessa e vedono ogni scontro come occasione di divertimento, per loro la guerra e le battaglie sono fonte di grande attrattiva. Gli Orchi crescono per tutta la durata della loro vita e per loro chi è più grosso ha il diritto di comandare sui più piccoli, ragion per cui nelle tribù eterogenee, che comprendono anche Goblin, è generalmente un Orco ad averne il comando, fintanto che riesca a tenere uniti i componenti o non venga sfidato ed eliminato da un aspirante capo.

#### Orchi Selvaggi
Originariamente gli Orchi erano una razza primitiva che viveva ancora più a sud delle Malelande. Allora non conoscevano la lavorazione del metallo e combattevano con bastoni e pietre. In seguito alle prime Waaagh! verso nord impararono dai Nani del Caos i segreti della forgiatura e si sparsero per il Vecchio Mondo diventando i comuni Orchi. Molti altri però, rimasero indietro e vivono tuttora in uno stato di inciviltà quasi totale, considerati rozzi e barbarici persino dagli Orchi e ancora più feroci, sono i cosiddetti Orchi Selvaggi.

#### Orchi Neri
Gli Orchi Neri, così chiamati per il colore della loro pelle di un verde molto scuro, sono la truppa d'élite dell'esercito, sono i più grossi, feroci e pericolosi di tutti gli Orchi. Le loro origini sono avvolte nel mistero, tuttavia si racconta che siano stati creati dai Nani del Caos con l'intenzione di dare vita ad una classe di schiavi resistente e disciplinata. Gli Orchi Neri oltre ad essere più forti, intelligenti degli altri Orchi sono, diversamente dai loro simili, molto disciplinati e militarizzati, oltre che pesantemente armati e sempre coperti da grosse armature metalliche. Sono anche poco numerosi e non compongono da soli grosse tribù, più spesso formano piccole legioni che sottomettono comunità di altri Pelleverde.

### Goblin

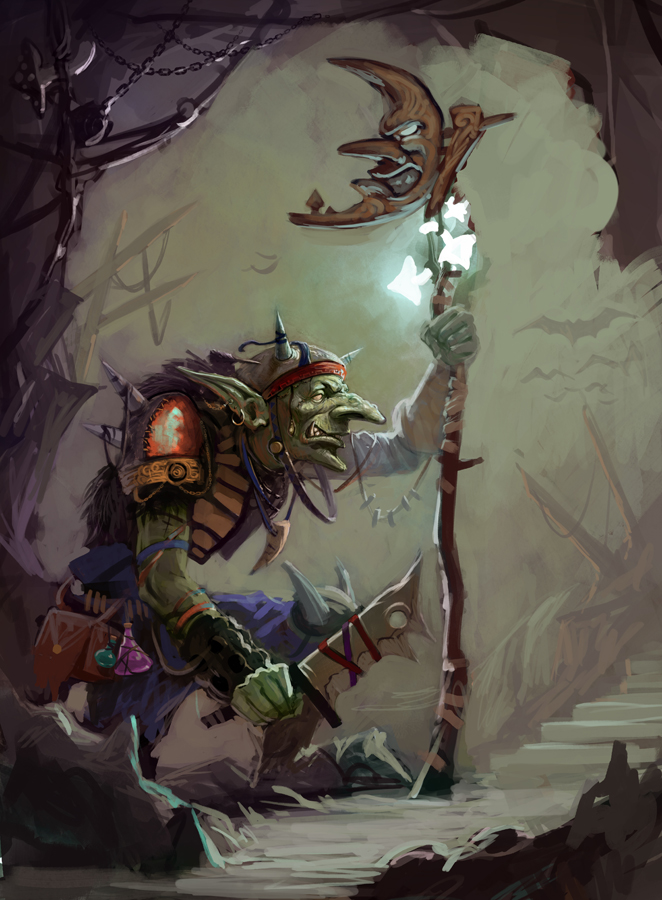
Disegno di un Goblin delle Tenebre

Sono più piccoli e più numerosi degli Orchi, hanno lunghi e appuntiti nasi e sono alti tra 1.20 metri e 1.50 metri. I Goblin sono anche più astuti e ingannevoli degli Orchi e sono inoltre fortemente vigliacchi e codardi. I Goblin preferiscono sempre attaccare i loro avversari alle spalle, da una distanza di sicurezza o in superiorità numerica. Oltre i Goblin "comuni" vi sono diverse sotto-razze; non fanno però parte dell'esercito di Orchi e Goblin gli Gnolbar e gli Hobgoblin, servi rispettivamente di Ogre e Nani.

#### Goblin della Foresta
Si tratta di Goblin che vivono nella profondità di molte foreste del Vecchio Mondo. Questi Goblin vivono in uno stato selvaggio e allevano letali ragni giganti sui quali salgono in groppa durante le battaglie. Questi Pelleverde adorano il dio Ragno oltre che Gork e a Mork, considerato come la divinità patrona delle foreste.

#### Goblin delle Tenebre
Sono originari delle tribù insediatesi nelle grotte sotto le montagne dei Confini del Mondo. Dopo secoli vissuti nel buio hanno sviluppato un'avversione verso la luce solare e l'aria aperta. Vestono tuniche nere e sono eccellenti cacciatori di squig, che mangiano e allevano. I loro sciamani sono esperti dei funghi che crescono nel sottosuolo, con i quali preparano pozioni di ogni sorta, oltre che la birra di fungo che viene servita ai Goblin delle Tenebre che vanno in battaglia, conferendo loro reazioni più svelte e sensi più affinati, ma rendendoli anche paranoici e instabili. Tutti i Goblin delle tenebre nutrono un odio smisurato verso i nani.

### Caccole
Sono più piccoli e stupidi dei Goblin, alti poco più di mezzo metro, svolgono diverse funzioni ausiliarie all'interno dell'esercito. Sono in genere segregati ai confini dei villaggi dei Pelleverde e maltrattati da Goblin e Orchi.

### Altre creature
Alle Orde di Orchi e Goblin, specialmente quando guidate da grandi generali o impegnate in una Waaagh! si aggregano creature di ogni sorta, tra cui giganti, presenti anche nelle armate degli Uominibestia, del Caos e degli Ogre e troll (comuni, di fiume, o di pietra). Bestie da guerra dell'esercito dei Pelleverde sono invece cinghiali (usati come cavalcature dagli Orchi e per trainare i carri), lupi (usati come cavalcature dai Goblin e per trainare i carri), ragni giganti, (usati come cavalcature dai Goblin) e squigg, (usati come cavalcature dai Goblin o lasciati liberi). Le viverne, temibili e micidiali, sono state nel corso della storia, adoperate diverse volte dagli Orchi e usate come cavalcature solamente da grandi generali, ne è un esempio la viverna Maztikatezki di Azhag il Mazzakratore.

## Società e cultura
La cultura di Orchi e Goblin è generalmente arretrata e barbarica rispetto agli uomini dell'Impero, ai Nani e agli Elfi, rimanendo inoltre legata alle superstizioni, ai racconti mitici e alle improbabili gesta di eroi. Nella cultura dei Pelleverde il mondo spirituale ha un'enorme importanza, attribuendo ad esso spiegazioni soprannaturali per cose che non sanno spiegarsi. Ogni Pelleverde emana un'aura magica chiamata Waaagh!, più potente negli Orchi e meno nei Goblin, che rappresenta un'energia collettiva unica di queste specie e che è indice della loro violenza.
Tra gli Orchi e i Goblin esistono individui dotati di poteri magici chiamati sciamani, ma essi non traggono potere dai venti della magia, bensì dall'aura collettiva emanata dai propri simili. Essere sciamano è infatti l'unico modo per raggiungere una posizione importante nella società orchesca pur non essendo forti o grossi, poiché gli sciamani sono considerati un collegamento tra il mondo terreno e il Grande Verde, il mondo degli spiriti dove risiedono gli dei e i morti secondo la cultura dei Pelleverde, quindi una sorta di guide spirituali.

### Tribù
La società di Orchi e Goblin è organizzata secondo un sistema tribale. I Pelleverde si riuniscono in tribù di variabili dimensioni, sia nomadi che stanziali, molto spesso in guerra tra loro e coi propri vicini, data la natura bellicosa dei Pelleverde. In una tribù, l'individuo più grosso e forte è il capo e la tribù stessa è piena di conflitti interni continui per stabilire chi sia il capo, poiché in molti aspirano a tale ruolo. Solo tra i Goblin, alle volte, il comando di una tribù è in mano agli sciamani, poiché per tale razza l'astuzia e l'essere subdoli ha il suo valore. Il capo di una tribù viene generalmente indicato con il titolo di Grande Capo o Capoguerra, a seconda della grandezza sua e della tribù. Quando il capo muore, l'Orco più grosso nelle vicinanze prende il comando. Con il passare dei secoli le tribù sono nate e comparse a migliaia, unendosi distruggendosi, tanto che sarebbe impossibile farne un elenco, sebbene le più famose tribù Pelleverde siano ben conosciute, in genere per la fama del proprio leader (come la tribù di Grimgor Pellediferro), altre sono conosciute solo dalle proprie vittime.

### Religione
Divinità di tutti i Pelleverde sono i gemelli Gork e Mork, rispettivamente gli dei della forza e dell'astuzia. Gli Sciamani, figure centrali nella società, narrano le gesta di Gork e di Mork, tra cui la tradizione di come siano stati loro a popolare il mondo di Pelleverde all'incirca nell'anno -10000, narrando anche di come gli Antichi abbiano inviato i Sauri per eliminarli, ma non riescono però a scacciarli. Vi sono poi altre divinità di minore importanza, come il dio ragno venerato dai Goblin della foresta.

### La Waaagh!
La Waaagh! oltre ad essere il nome dell'aura magica emanata dai Pelleverde è anche il termine usato per riferirsi a una grande invasione/guerra santa da parte dei Pelleverde nelle terre di altri popoli. Ciò che sconvolge le tribù presenti in una determinata zona più di ogni altra cosa è lo scoppio di una Waaagh!, poiché in essa tutte le tribù si alleano per muovere guerra alle razze non verdi, quindi al termine della Waaagh! le tribù si dividono e i Pelleverde si uniscono diversamente. Nella storia del Vecchio Mondo, la più spaventosa Waaagh! mai esistita è stata condotta dal capo degli Orchi Zanguemarcio Artigliodiferro.

## Esercito
Elenco delle miniature dell'esercito all'ultima edizione (l'ottava).
Grandi Eroi
- Zanguemarcio Artigliodiferro
- Azhag il Mazzakratore
- Grimgor Pellediferro
- Grom il Pancione di Montebruma
- Skarsnik Gran Capoguerra di Otto Picchi
- Wurzag il Grande Profeta Verde
- Capoguerra Orco Nero
- Capoguerra Orco
- Capoguerra Orco Selvaggio
- Capoguerra Goblin
- Grande Sciamano Orco
- Grande Sciamano Orco Selvaggio
- Capoguerra Goblin
- Capoguerra Goblin delle tenebre
- Grande Sciamano Goblin
- Grande Sciamano Goblin delle tenebre

Eroi
- Grande Capo Orco Nero
- Grande Capo Orco
- Grande Capo Orco Selvaggio
- Sciamano Orco
- Sciamano Orco Selvaggio
- Grande Capo Goblin
- Grande Capo Goblin delle tenebre
- Sciamano Goblin
- Sciamano Goblin delle tenebre

Truppe
- Ragazzi Orchi
- Arcieri Orchi
- Orchi Selvaggi
- Goblin
- Goblin Cavalcalupi
- Goblin delle tenebre
- Goblin Cavalcaragni
- Caccole

Truppe speciali
- Reggimento di Orchi Neri
- Orchi Cavalcacinghiali
- Orchi Selvaggi Cavalcacinghiali
- Mandria di squig dei Goblin delle tenebre
- Saltasquig
- Carro degli Orchi
- Carro dei Goblin
- Gettapietre dei Goblin
- Gettalance dei Goblin

Truppe rare
- Troll (di Pietra o di Fiume)
- Catapulta dei Folli Fiondati
- Carro a pompa delle Caccole
- Gigante
- Ragno Aracnarok

## Magia
Per gli Orchi e Goblin la magia ricopre un ruolo più marginale rispetto ad altri eserciti. Non traendo forza magica dai venti di magia, bensì dall'aura dei propri simili, gli sciamani Orchi e Goblin non hanno accesso ai saperi comuni, ma solamente ai saperi della piccola Waaagh! e della grande Waaagh!, unici della loro specie.

## Storia
Di seguito alcuni degli eventi più importante nella storia dei Pelleverde.
- -10000 circa: I Pelleverde compaiono nella creazione, ma nessuno sa come.
- -1500: Dopo la Guerra delle Barbe, gli Alti Elfi sconfitti si ritirano dal Vecchio Mondo. L'Impero dei Nani, in declino, viene scosso da terremoti ed eruzioni vulcaniche. Compaiono le prime tribù di Pelleverde che sciamano in tutto il Vecchio Mondo, saccheggiando e distruggendo le restanti colonie elfiche e le roccaforti naniche. I successivi cinquecento anni vengono ricordati come Guerre Goblin, dato che Nani e Goblin si battono per il controllo di Karaz Ankor. La prima a cadere è Karak Ungor, denominata poi Monte Occhiorosso.
- -1200: Nagash il Nero scava il Pozzo Maledetto. Migliaia di Orchi e Goblin emigrano ad ovest. Molti di loro vengono uccisi.
- -1175 circa: Alcuni umani si scontrano con i pelleverde per il possesso di quelle che saranno le Malelande. Kadon, un necromante che ha trovato la Corona di Nagash, li guida e scaccia i Goblin fino alle Terre del Crepuscolo.
- Dal -1020 circa al 1000: Una Waagh! imperversa per le Malelande. Le città vengono distrutte e Kadon ucciso dagli Orchi Selvaggi. Alcuni suoi discepoli portano la corona a nord.
- -975: La Battaglia dei Mille Dolori. Una spedizione nanica diretta a Monte Occhiorosso subisce un'imboscata a nord di Karak Kadrin. I Nani rinunciano a riconquistarlo.
- -513: La Caduta di Karak Otto Picchi. Dopo quasi duecento anni di scontri, Re Lunn deve cedere agli attacchi combinati dei Goblin delle Tenebre Luna Gobba e gli Skaven del Clan Mors. I vincitori lottano per il controllo della fortezza.
- Dal 475 circa al 500: Gli Orchi invadono la Tilea, saccheggiando diverse città, ma vengono respinti sui Monti Apuccini.
- Dal 1115 circa al 1140: I Goblin della Foresta si disputano con gli Skaven i resti dell'Impero appestato. Tutti i villaggi vicino Pozzo Nero, il luogo sacro dei ragni nel Drakwald, vengono rasi al suolo da ragni grossi come case.
- 1705: Zanguemarcio Artigliodiferro sconfigge Zogoth lo Zkannatore nei pressi della Rocca di Ferro, riunendo le tribù Artigliodiferro e Dentenero.
- Dal 1707 al 1712: Zanguemarcio invade l'Impero. Una dopo l'altra, Averheim, la Contrada e Nuln sono messe a ferro e fuoco. L'intera contea del Solland viene annientata e il suo Conte Elettore muore contro Zanguemarcio che gli ruba la Corona e la Zanna Runica. Nell'Assedio di Altdorf muore l'Imperatore, ma l'Orco è costretto a ritirarsi e a sciogliere la Waaagh!. Viene visto in battaglia per l'ultima volta contro i Nani sui Confini del Mondo.
- 2201: Re Louen l'Ammazzaorchi dà inizio alla prima Guerra dell'Erranza contro i Pelleverde. L'intera Bretonnia viene ripulita dagli Orchi, che si rifugiano sulle montagne per sfuggire ai cavalieri Bretoniani.
- 2205: I Nani e i Goblin combattono la Battaglia delle Cascate Nere. Il Sommo Re Alrik e il Gran Capoguerra Gorkil Ztrappaokki cadono nelle cascate. I Pelleverde si ritirano.
- 2302: La Grande Guerra. Alcuni Pelleverde si uniscono con il Caos, dando vita a leggende su viscidi Goblin mutanti. Altre tribù attaccano le orde al loro passaggio.
- 2420: Re Charlen di Bretonnia estende la Guerra dell'Erranza ai Principati di Confine. Grande massacro degli Orchi al Fiume Sangue.
- Dal 2420 al 2424: Invasione del Capoguerra Goblin Grom il Pancione di Montebruma. Orchi e Goblin sconfiggono i Nani al Cancello di Ferro e scatenano una potente Waaagh! nell'Impero. Nuln, la capitale, viene distrutta e Middendheim ne esce per poco illesa. Grom prosegue sul mare ad ovest e termina la sua cruenta carriera ad Ulthuan per opera di Eltharion il Tetro.
- 2498: Battaglia delle Mandibole. Il Gran Capoguerra Goblin delle Tenebre Skarsnik tende un agguato alla colonna di rinforzi per Karak Otto Picchi. Negli scontri il Capo degli Orchi di Rupe Nera, Zannakruenta Panciamarcia, perde un occhio e stringe un'alleanza con Skarnisk.
- 2512-2515: Ricevuta ispirazione dalla Corona della Stregoneria di Nagash, Azhag il Mazzakratore colpisce con un'immensa Waaagh! il nord dell'Impero. Dopo molte vittorie, come la Battaglia della Collina del Macellaio, viene ucciso da Werner von Kriegstadt, Gran Maestro dell'Ordine della Pantera, nella Battaglia dell'Ostenwald.

## Altre versioni di Warhammer

### Warhammer Age of Sigmar
In Warhammer age of Sigmar gli Orchi e Goblin, rinominati Orruk, sono stati divisi in 8 fazioni che secondo le regole di Age of Sigmar potranno far parte di uno stesso esercito, anche assieme a differenti unità di diverso esercito ma appartenenti alla fazione della distruzione, ovvero Ogri e Skaven o Uomini-ratto. Sebbene Age of Sigmar non rappresenti la nona edizione di Warhammer fantasy e sia un differente gioco, tutte le miniature di Warhammer Fantasy possono essere utilizzate anche in Age of Sigmar.

### Warhammer 40.000
La fazione degli Orki in Warhammer 40.000 nutre numerosissime differenze, oltre quelle ovvie e dovute per via dell'enorme distacco tra l'ambientazione fantasy e quella fantascientifica.

## Curiosità
- Orchi e Goblin sono uno degli eserciti originari del gioco, essendo presenti sin dalla prima edizione nel 1983[3].
- I Pelleverde sono una delle fazioni giocabili all'interno del videogioco di strategia della Creative Assembly, Total war: Warhammer[4] e anche una fazione di Warhammer Online: Age of Reckoning, un MMORPG della Mythic Entertainment.
- Orchi e Goblin sono presenti nel gioco da tavolo Blood Boowl[5] e nei suoi adattamenti videoludici Blood Bowl del 1995[6], Blood Bowl del 2009[7] e Blood bowl 2 del 2015[8].